# ديفاين غيت
ديفاين غيت (باليابانية: ディバインゲート، بالروماجي: Dibain Gēto) (بالإنجليزية: Divine Gate)‏ هي لعبة فيديو تم تطويرها من قبل أكواير، لأجهزة آي أو إس وأندرويد، صدرت في عام 2013. اقتبست إلى أنمي تلفزيوني من قبل إستديو بيرو، عرض الأنمي في 8 يناير عام 2016 واستمر عرضه حتى 25 مارس 2016.

## القصة
ت دور أحداث القصة عن بوابة إلاهية تفتح وتصبح السماء والعالم السفلي وعالم البشر
متصلة بعضها ببعض، مما يؤدي إلى عصر من الفوضى والصراع.

## الشخصيات
أكاني (باليابانية: アカネ، بالروماجي: Akane)
مؤدية الصوت: تتسيا كاكيهارا
آوتو (باليابانية: アオト، بالروماجي: Aoto)
مؤدي الصوت: سوما سايتو
ميدوري (باليابانية: ミドリ، بالروماجي: Midori)
مؤدية الصوت: كاناي إيتو
هيكاري (باليابانية: ヒカリ، بالروماجي: Hikari)
مؤدية الصوت: أيانا تاكيتاتسو
يوكاري (باليابانية: ユカリ، بالروماجي: Yukari)
مؤدية الصوت: سورا أماميا
غينجي (باليابانية: ギンジ، بالروماجي: Ginji)
مؤدي الصوت: هيرويوكي يوشينو
آرثر (باليابانية: アーサー، بالروماجي: Āsā)
مؤدي الصوت: يويتشي ناكامورا
بوي كاي (باليابانية: 少年K، بالروماجي: Shōnen K)
مؤدية الصوت:ريي كوغيميا
فريت (باليابانية: イフリート، بالروماجي: Ifurīto)
مؤدية الصوت: آمي كوشيميزو
أوندين (باليابانية: ウンディーネ، بالروماجي: Undīne)
مؤدية الصوت: ماي فوتشيغامي
سيلف (باليابانية: シルフ، بالروماجي: Shirufu)
مؤدية الصوت: كانا أسومي
ميتابون (باليابانية: めたぼん، بالروماجي: Metabon)
مؤدية الصوت: يوري يوشيدا
لانسيلوت (باليابانية: ランスロット، بالروماجي: Ransurotto)
مؤدي الصوت: كوسكي توريومي
أوز (باليابانية: オズ، بالروماجي: Ozu)
مؤدي الصوت: أكيرا إيشيدا
لوكي (باليابانية: ロキ، بالروماجي: Roki)
مؤدي الصوت: كوجي يوسا
يواين (باليابانية: ユーウェイン، بالروماجي: Yūwein)
مؤدي الصوت: كين
بيديفير (باليابانية: ベディヴィア، بالروماجي: Bedivia)
مؤدية الصوت: أزوسا تادوكورو
بريونور (باليابانية: ブルーノ، بالروماجي: Burūno)
مؤدي الصوت: أيومو موراسي

## وصلات خارجية
- الموقع الرسمي باللغة اليابانية
- موقع الأنمي الرسمي باللغة اليابانية